# 横山健一
横山 健一（よこやま けんいち、1985年10月31日 - ）は、日本の元ラグビー選手。現在拓殖大学ラグビー部のBKコーチを務めている。
双子の弟伸一もラグビー選手。

## プロフィール
- 山形県出身。
- ポジションはセンター(CTB)。
- 身長 180cm、体重 80kg
- ニックネームはけん。

## 来歴
山形一中ではサッカー部だったが、中3の時、友人に誘われてラグビーを始める。
山形中央高3年時に花園出場を果たす。
高校卒業後、経済的事情から地元で就職しクラブチームでプレーする。しかし、1年後弟と同じ拓殖大学に入学して再びチームメイトとなる。
2007年、7人制日本代表に兄弟揃って選ばれる。
2009年、弟も所属するリコーブラックラムズに加入。
2014年、兄弟揃って日本IBMビッグブルーに加入。
2016年、同じく兄弟そろって清水建設ブルーシャークスに加入。
2019年、清水建設ブルーシャークスを退団した。